# Mbaraga
Mbaraga är ett vattendrag i Burundi.   Det ligger i provinsen Cankuzo, i den nordöstra delen av landet, 160 kilometer öster om huvudstaden Bujumbura.
I omgivningarna runt Mbaraga växer huvudsakligen savannskog. Runt Mbaraga är det ganska tätbefolkat, med 93 invånare per kvadratkilometer.